# Haus Lützowplatz 1

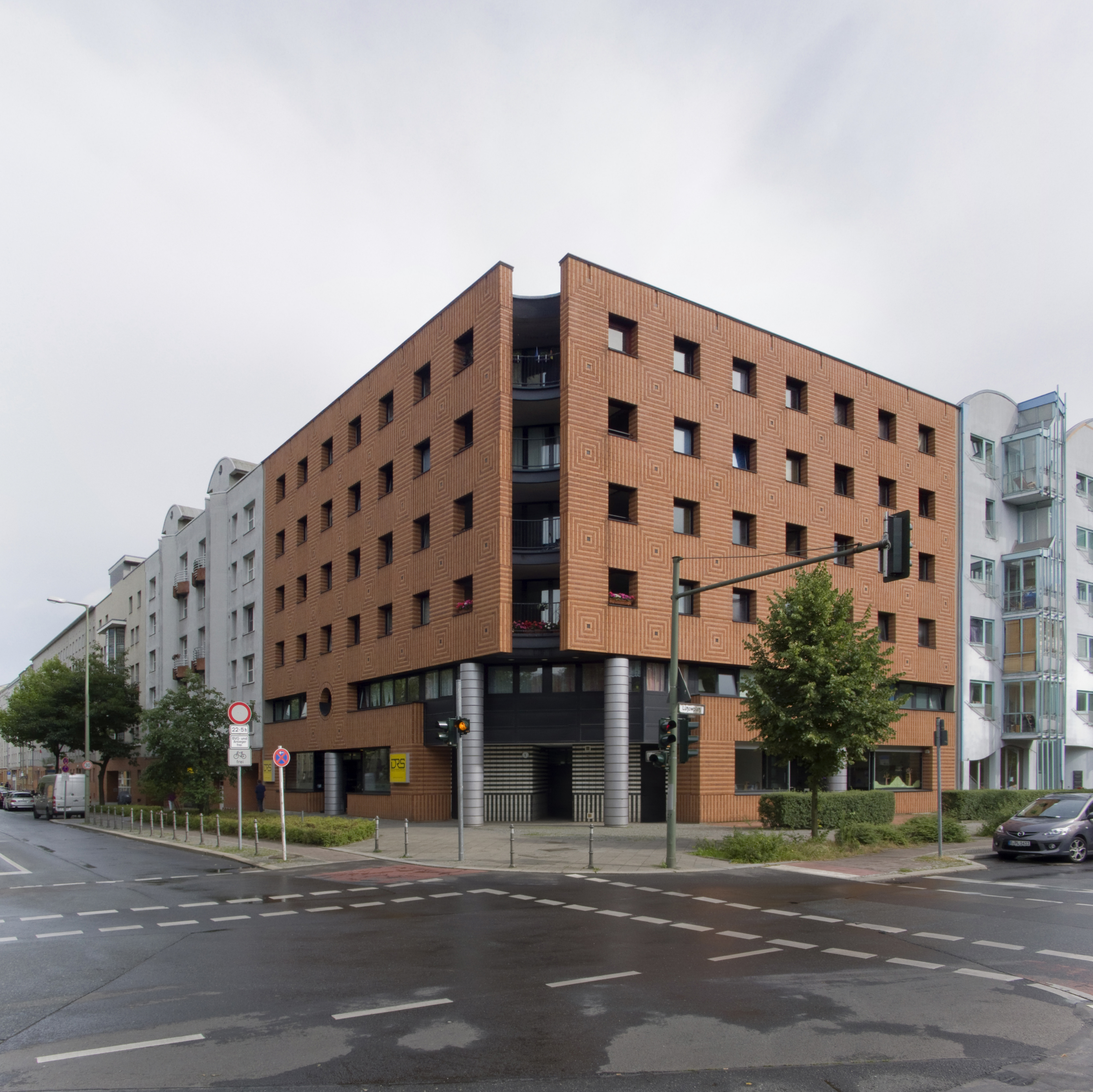
Haus Lützowplatz 1 von Mario Botta

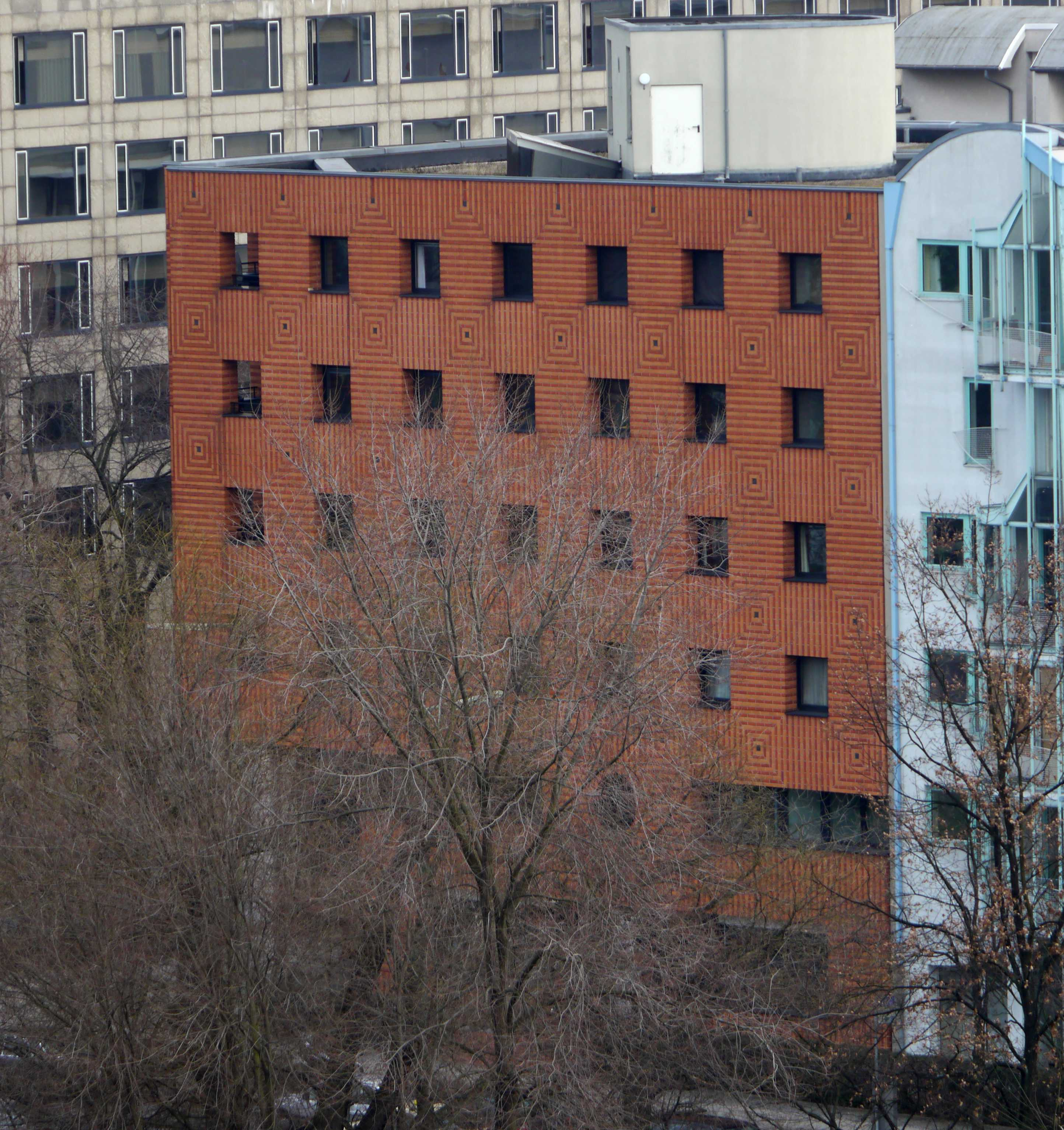
Haus Lützowplatz 1

Das Haus Lützowplatz 1 ist ein ursprünglich als Wohngebäude konzipiertes Gebäude am Lützowplatz im Berliner Ortsteil Tiergarten des Bezirks Mitte. Das Gebäude wurde im Zuge der Internationalen Bauausstellung 1987 errichtet und gilt als eines der Hauptwerke. 

## Konzeption und Erstellung
Das Gebäude wurde vom Schweizer Architekten Mario Botta entworfen und im Rahmen der Internationalen Bauausstellung 1987 verwirklicht. Es ist Teil des Wohnparks am Lützowplatz, der auf dem Block 234 errichtet wurde. Der Block 234 wird begrenzt durch den Lützowplatz, die Lützowstraße, die Derfflingerstraße, die Karl-Heinrich-Ulrichs-Straße und die Kurfürstenstraße. Das Gebäude liegt in direkter Nähe zum Grand Hotel Esplanade von Jürgen Sawade. Das Haus ist das einzige realisierte Gebäude von Botta in Berlin.